# 薩默維爾 (緬因州)
薩默維爾（英語：Somerville）是一個位於美國緬因州林肯縣的鎮。

## 人口
根據2020年美國人口普查的數據，薩默維爾的面積為59.08平方千米，當中陸地面積為56.80平方千米，而水域面積為2.28平方千米。當地共有人口600人，而人口密度為每平方千米10人。